# Circondario di Messina
Il circondario di Messina era uno dei tre circondari in cui era suddivisa la provincia di Messina, esistito dal 1861 al 1927.

## Storia
Con l'Unità d'Italia (1861) la suddivisione in province e circondari stabilita dal Decreto Rattazzi fu estesa all'intera Penisola.
Il circondario di Messina fu abolito, come tutti i circondari italiani, nel 1927, nell'ambito della riorganizzazione della struttura statale voluta dal regime fascista.

## Suddivisione
Nel 1863, la composizione del circondario era la seguente:
1. Mandamento I di Galati
  - Santo Stefano di Briga, Galati
2. Mandamento II di Gazzi
  - Gazzi
3. Mandamento III di Messina (Arcivescovado)
4. Mandamento IV di Messina (Priorato)
5. Mandamento V di Pace
  - Pace
6. Mandamento VI di Gesso
  - Gesso, Bauso, Calvaruso
7. Mandamento VII di Alì
  - Alì, Fiumedinisi, Guidomandri, Itala, Mandanici, Nizza di Sicilia, Pagliara, Roccalumera, Scaletta Zanclea
8. Mandamento VIII di Lipari
  - Lipari
9. Mandamento IX di Milazzo
  - Condrò, Milazzo, Monforte San Giorgio, San Pietro di Monforte, Spadafora San Pietro
10. Mandamento X di Rometta
  - Rometta, Roccavaldina, Saponara Villafranca, Spadafora San Martino, Valdina, Venetico
11. Mandamento XI di Santa Lucia del Mela
  - Gualtieri Sicaminò, San Filippo, Santa Lucia del Mela